# Загір'я (Тернопільський район)
Загі́р'я — село в Україні, у Залозецькій селищній громаді Тернопільського району Тернопільської області. Розташоване на річці Лівий Серет, на сході району. До 2020 - адміністративний центр однойменної сільради. 
До Загір'я приєднано хутори Ліщина, Нишківці, Петрівка, Серетеччина.
Населення — 1215 осіб (2003).

## Географія
Селом протікає річечка Серет Лівий.

## Населення

### Мова
Розподіл населення за рідною мовою за даними перепису 2001 року:
| Мова       | Кількість | Відсоток |
| ---------- | --------- | -------- |
| українська | 1225      | 99.84%   |
| російська  | 2         | 0.16%    |
| Усього     | 1227      | 100%     |

## Історія
Поблизу Загір'я виявлено археологічні пам'ятки ранньої залізної доби та давньоруської культури.
Перша писемна згадка 1546 рік (Akta grodzkie i ziemskie).
Ще одна писемна згадка — 1570 року, коли в реєстрах поборів Волинської землі записано: «Пані Миколайова Гостимінська з імен своїх частин Серетча, Несковеч, Загожа і Опанасовки, з димів 4, огородників 1, по грошів 2». Це вказує, що село в цей час належало до Кременецького повіту Волинського воєводства.
На Генеральному плані України 1648 р. Ґійома Левассера ,де Боплана нанесено село Нишківці, яке сьогодні є частиною с. Загір'я, але він зовсім не згадує про Загір'я. Тому питання первісної назви села залишається відкритим.
Також Нишківці позначені на топографічній карті Зойтера «Amplissima Ucrania», яка датується 1740 роком.
Назва Нишківці згадується у польського королівського літописця часів війни Б. Хмельницького. За переказами старожилів Нишківці були старим селом і розміщувалися приблизно 4 км на пн. зх. відносно нинішнього місця розташування.
Діяли товариства «Просвіта», «Луг», «Рідна школа».
30 червня 1941 року село відзначилося масовими зібраннями з нагоди Акту проголошення Української Держави у Львові.
У 1960 повінь знищила млин і підтопила частину села.
12 червня 2020 року, відповідно до розпорядження Кабінету Міністрів України № 724-р «Про визначення адміністративних центрів та затвердження територій територіальних громад Тернопільської області» увійшло до складу Залозецької селищної громади.

19 липня 2020 року, в результаті адміністративно-територіальної реформи та ліквідації Зборівського району, село увійшло до складу Тернопільського району.

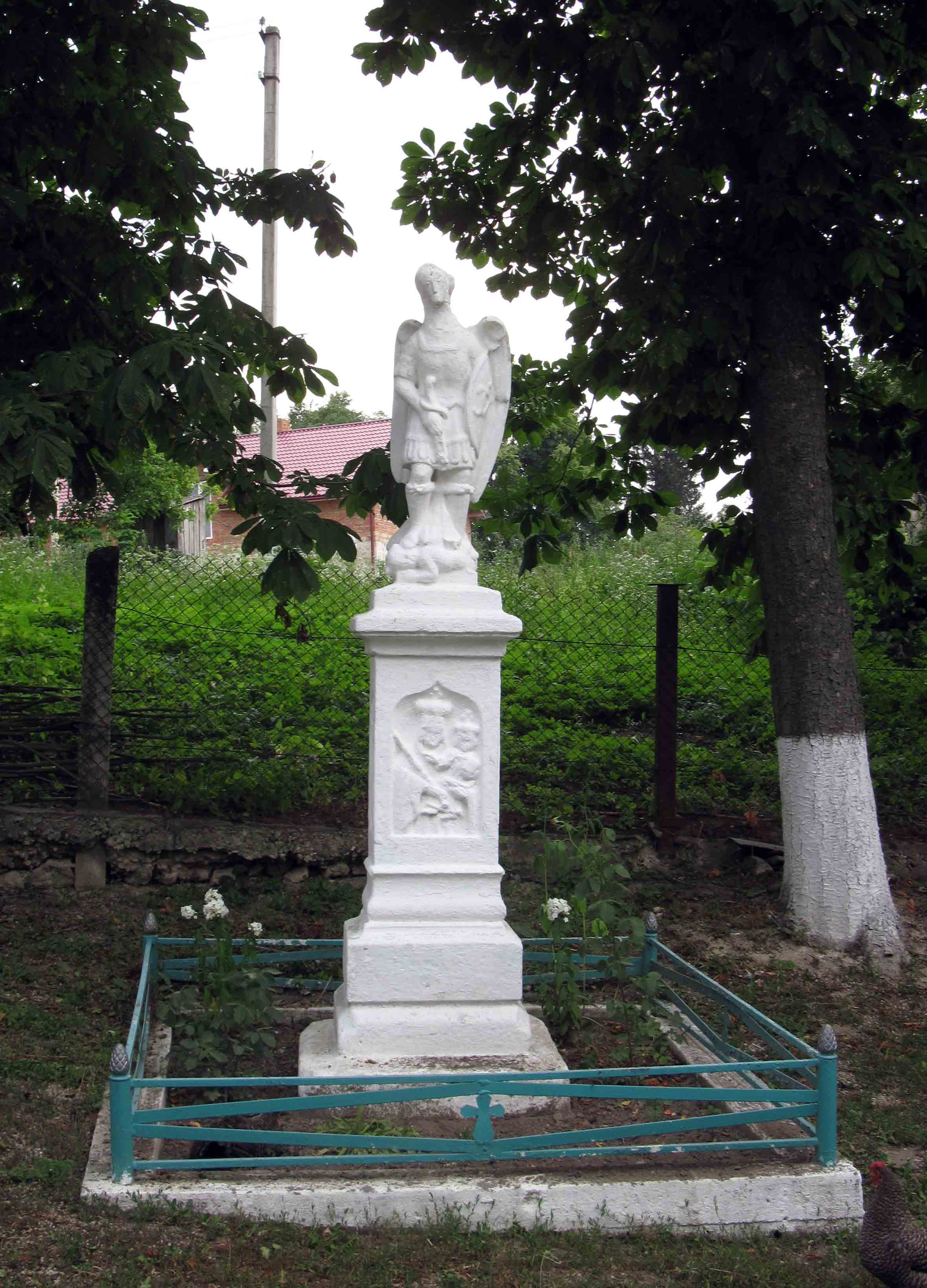
Фігура ангела-хоронителя на честь закінчення будівництва церкви

## Пам'ятки
Є кам'яна церква Воскресіння Господнього(1875). Перша церква Різдва Богородиці була дерев'яною 1605 року побудови. Сьогодні вона знаходиться в с. Стиборівка Бродівського району.

## Пам'ятники
9 «фігур», у тому числі:

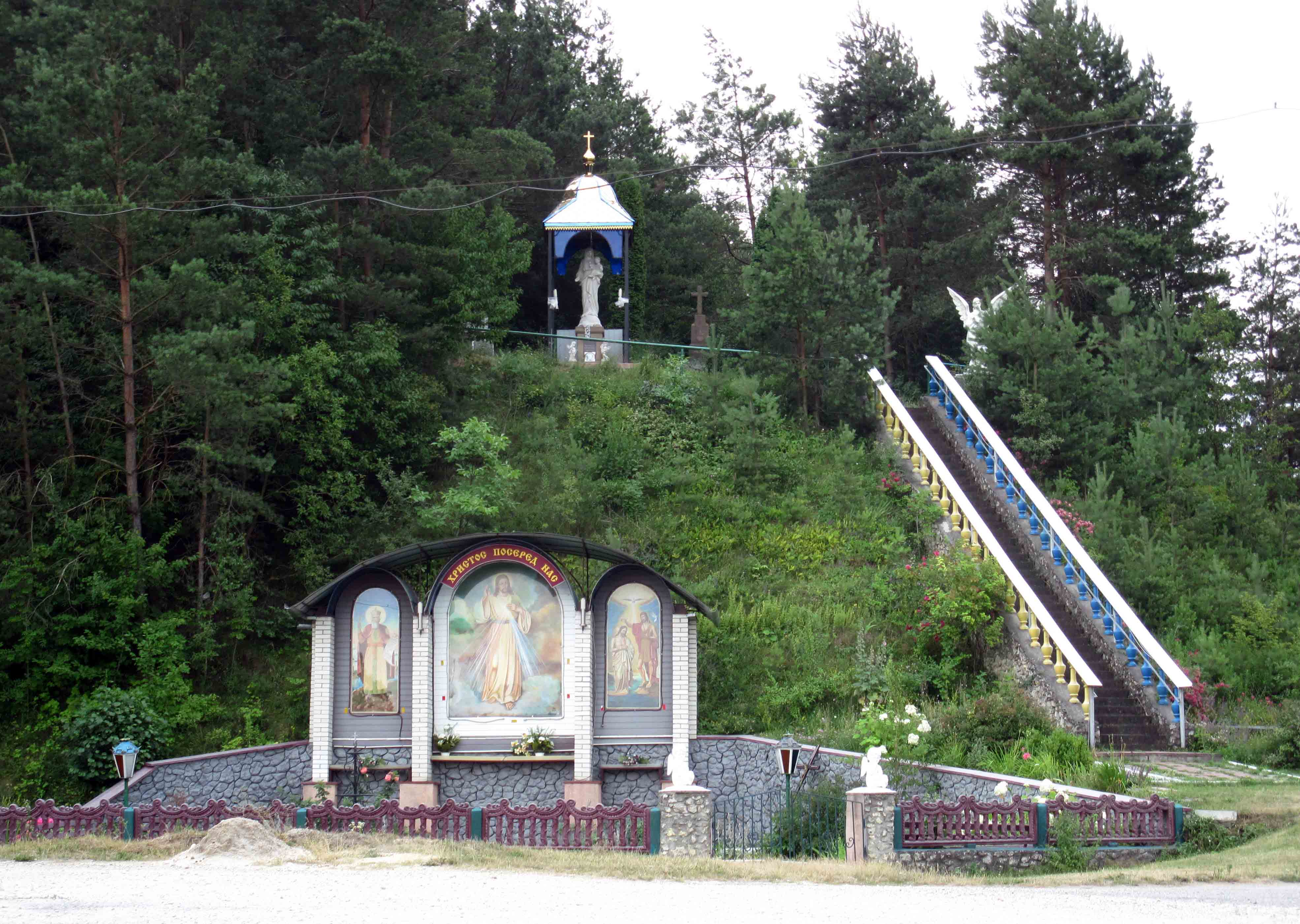
Хресна дорога

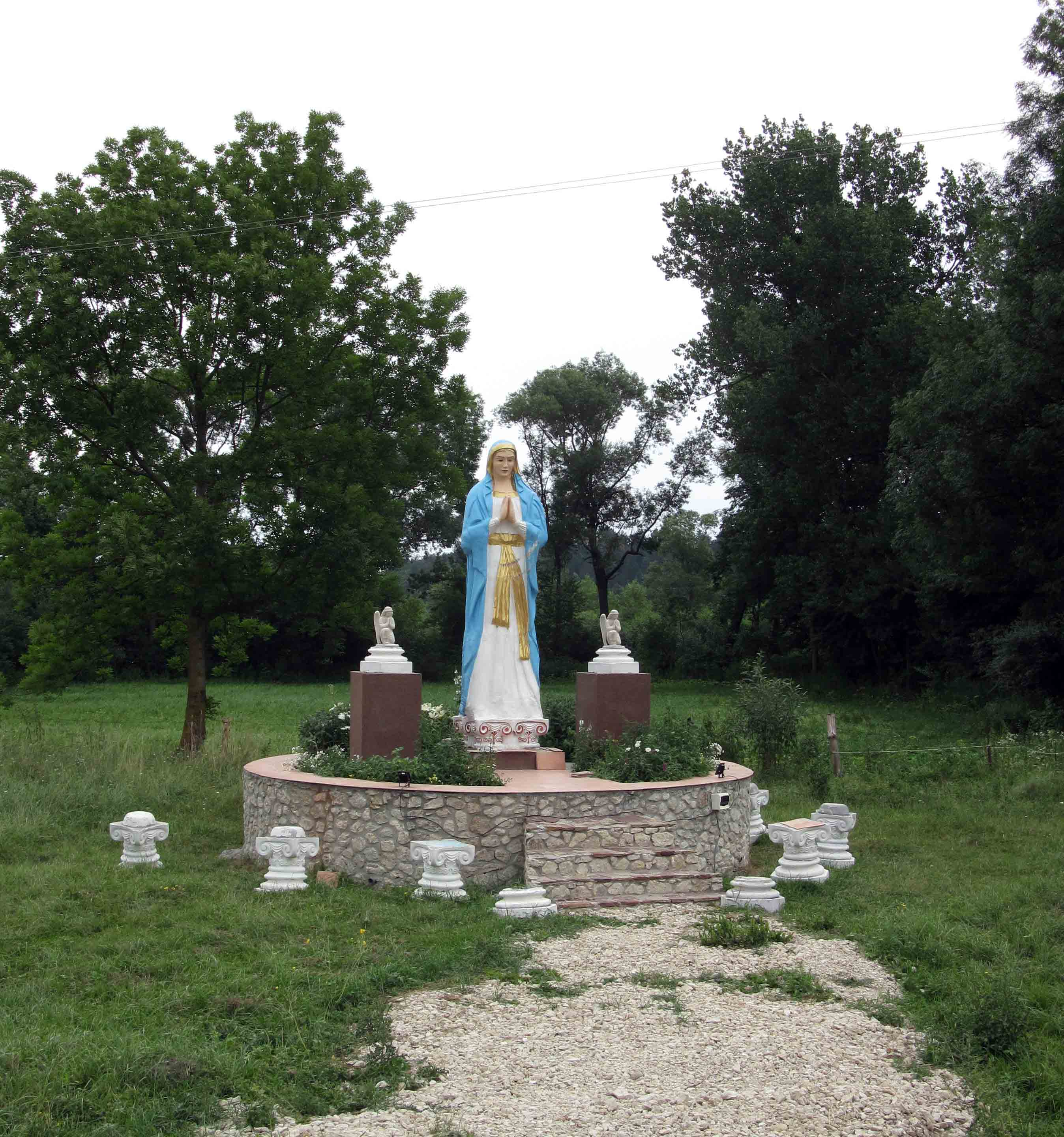
Фігура Матері Божої

- охоронця села від пожеж Фльоріана (1775)
- ангела-хоронителя на честь закінчення будівництва церкви (1875)
- хресна дорога
- воїнам-односельцям, полеглим у німецько-радянській війні (1967)
- пам'ятний знак на честь скасування панщини (реставровано у 1991)
- пам'ятні знаки із написами на честь визначних дат з історії села
- насипані:
  - символічна могила Борцям за волю України (1993)
  - братська могила воякам УПА

Збережені могили чеських та угорських вояків, які полягли у Першій світовій війні.

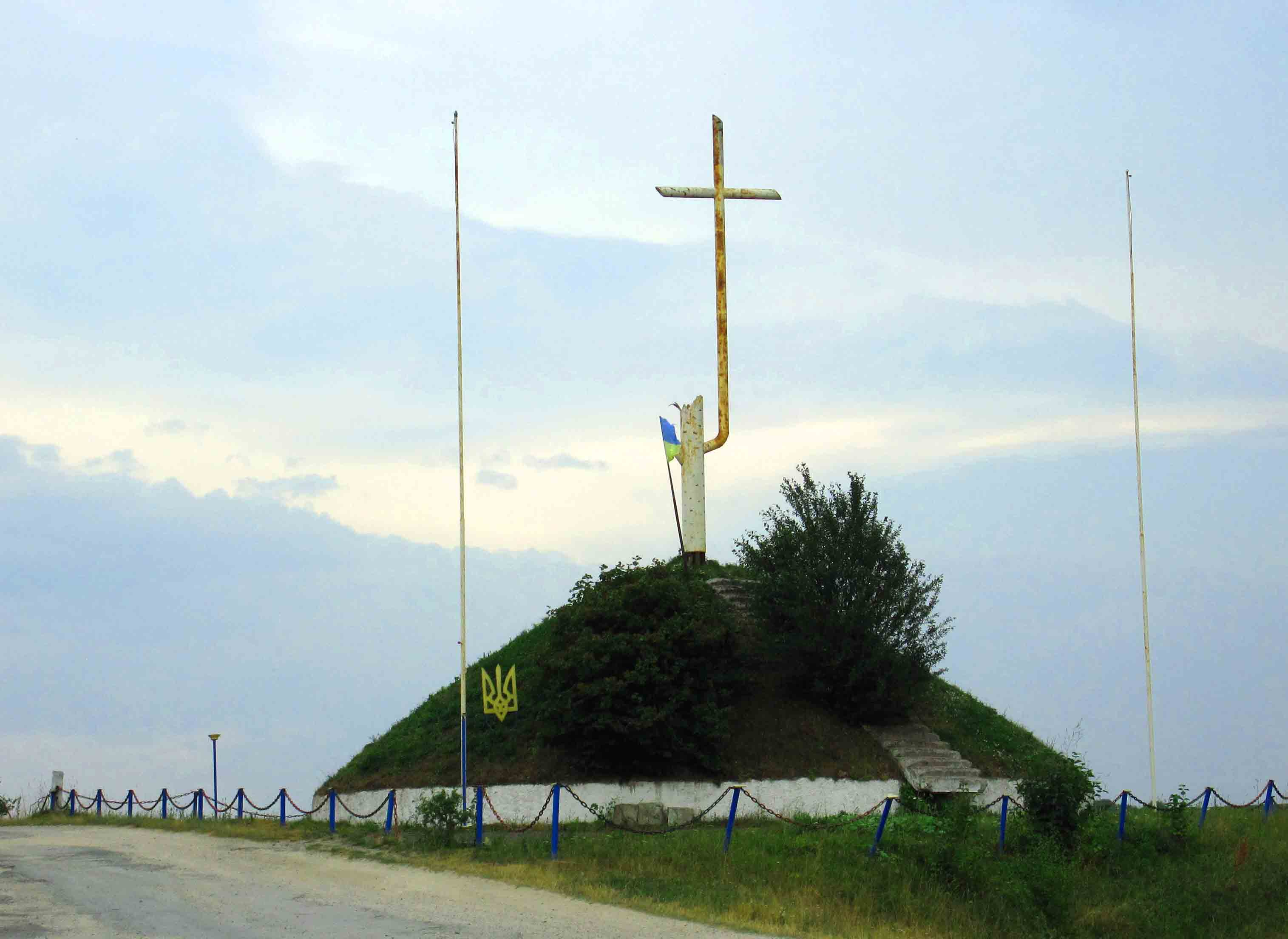
Символічна могила Борцям за волю України (1993)

Скульптура святого Михаїла на честь закінчення будівництва церкви
Щойновиявлена пам'ятка монументального мистецтва. Розташована біля дороги, що веде до сільської ради.
Робота самодіяльних майстрів, виготовлена із каменю (встановлена 1875 р.).
Постамент — 0,9х0,9 м, висота 1,8 м, висота скульптури 1,2 м., площа — 0,0005 га.

## Соціальна сфера
Діють загальоосвітня школа І–ІІІ ступенів, клуб, бібліотека, ФАП, відділення зв'язку.

## Відомі люди

### Народилися
- Іван Бутин — діяч ОУН;
- Петро Бутин — літератор, меценат;
- Михайло Івасюта — професор, доктор історичних наук;
- Любов Малецька — поетка, член НСПУ;
- Ігор Фарина  — журналіст, поет.
- Василь Олексюк - педагог, краєзнавець, автор кількох книг про Загір'я, та Залозецький край.

## Галерея

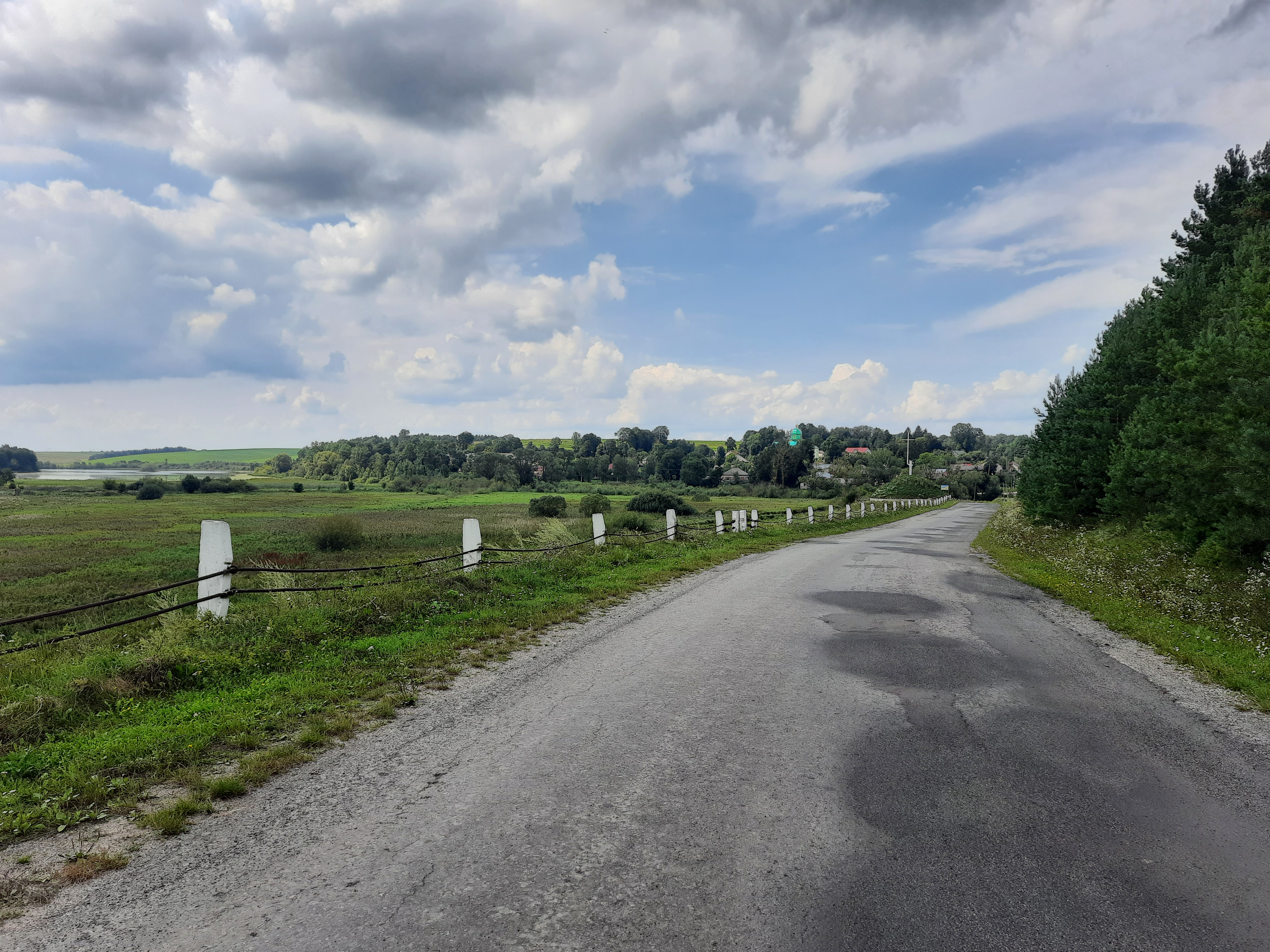
Дорога в село
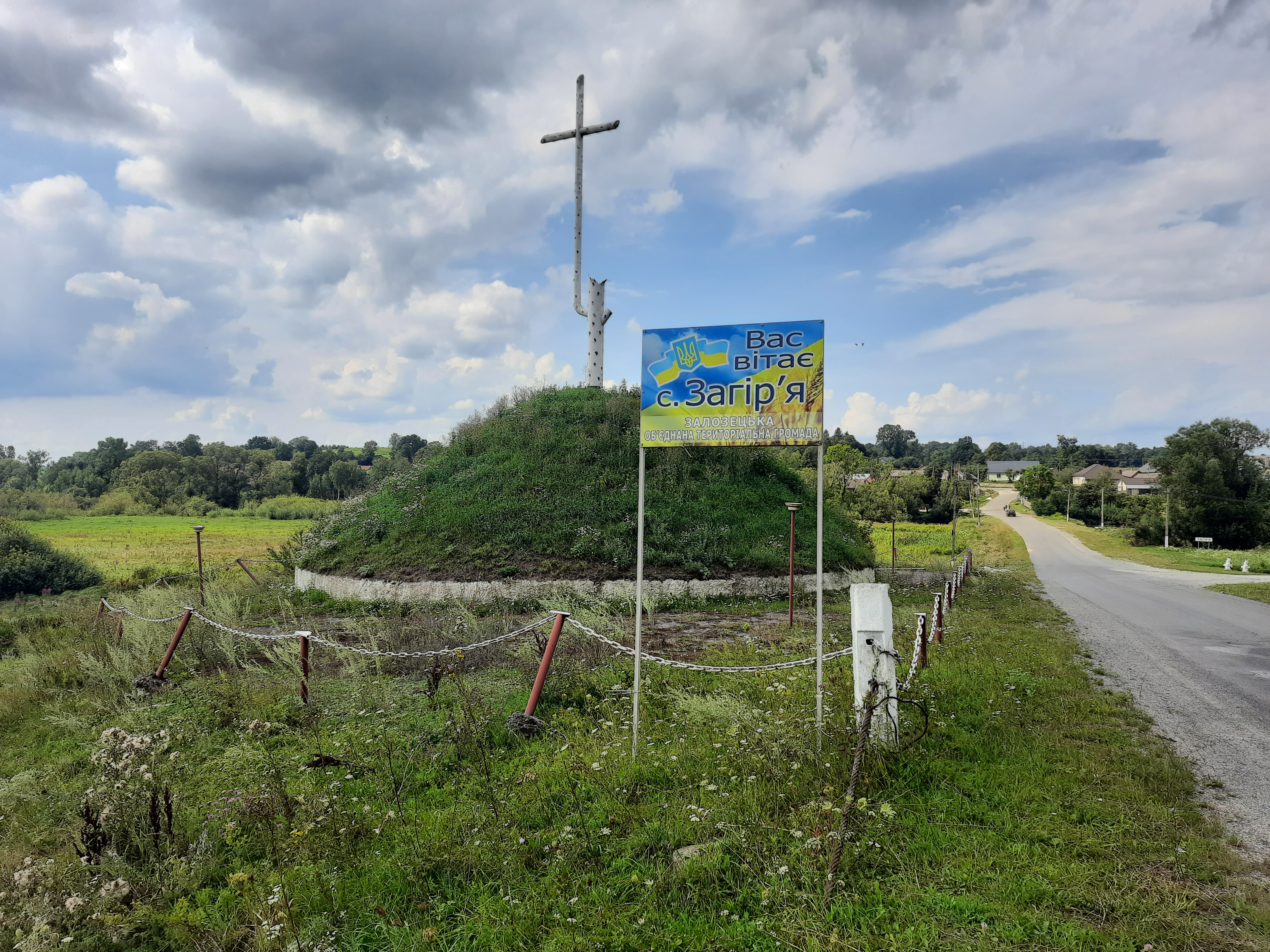
Знак при в'їзді в село
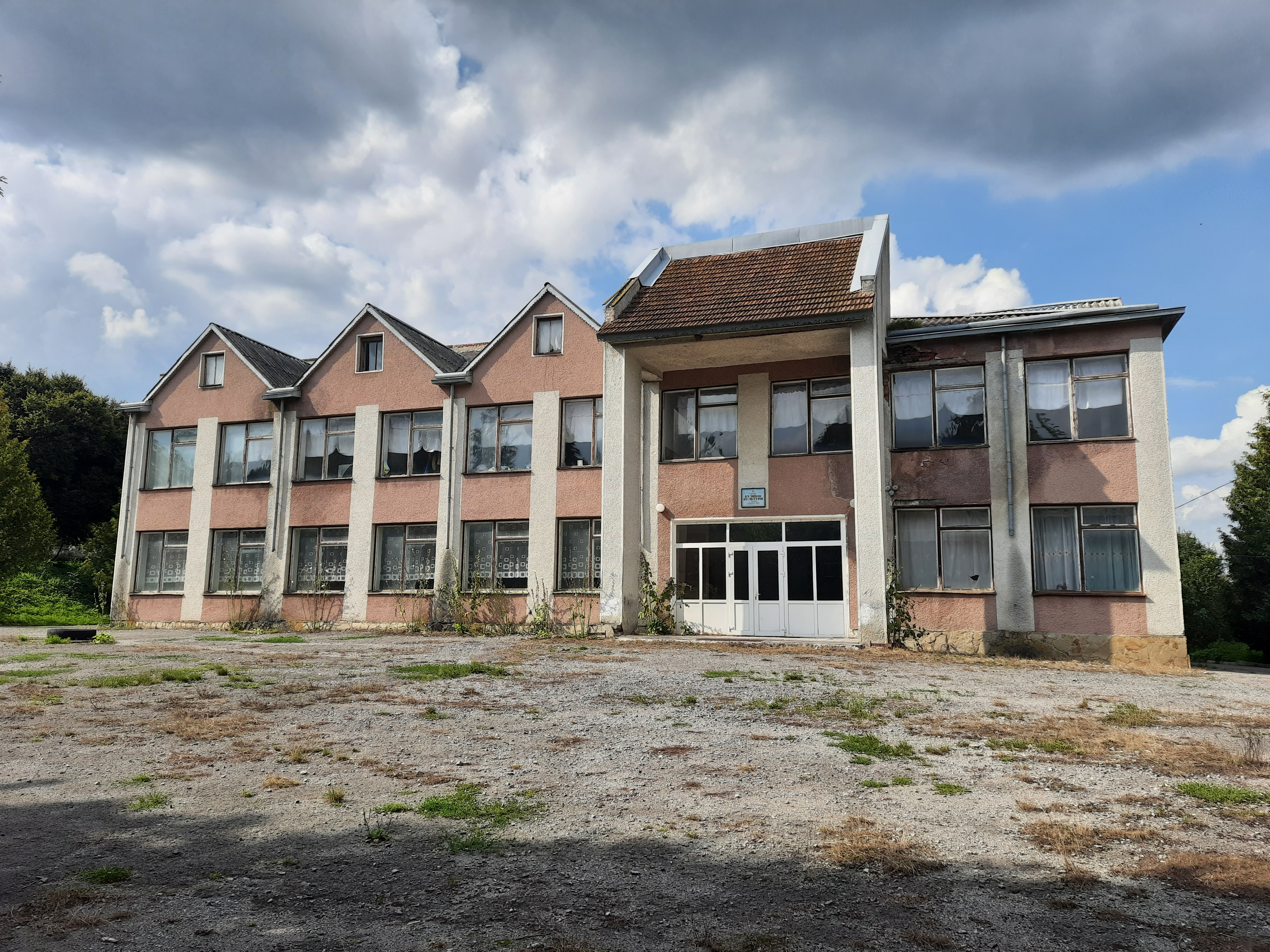
Будинок культури
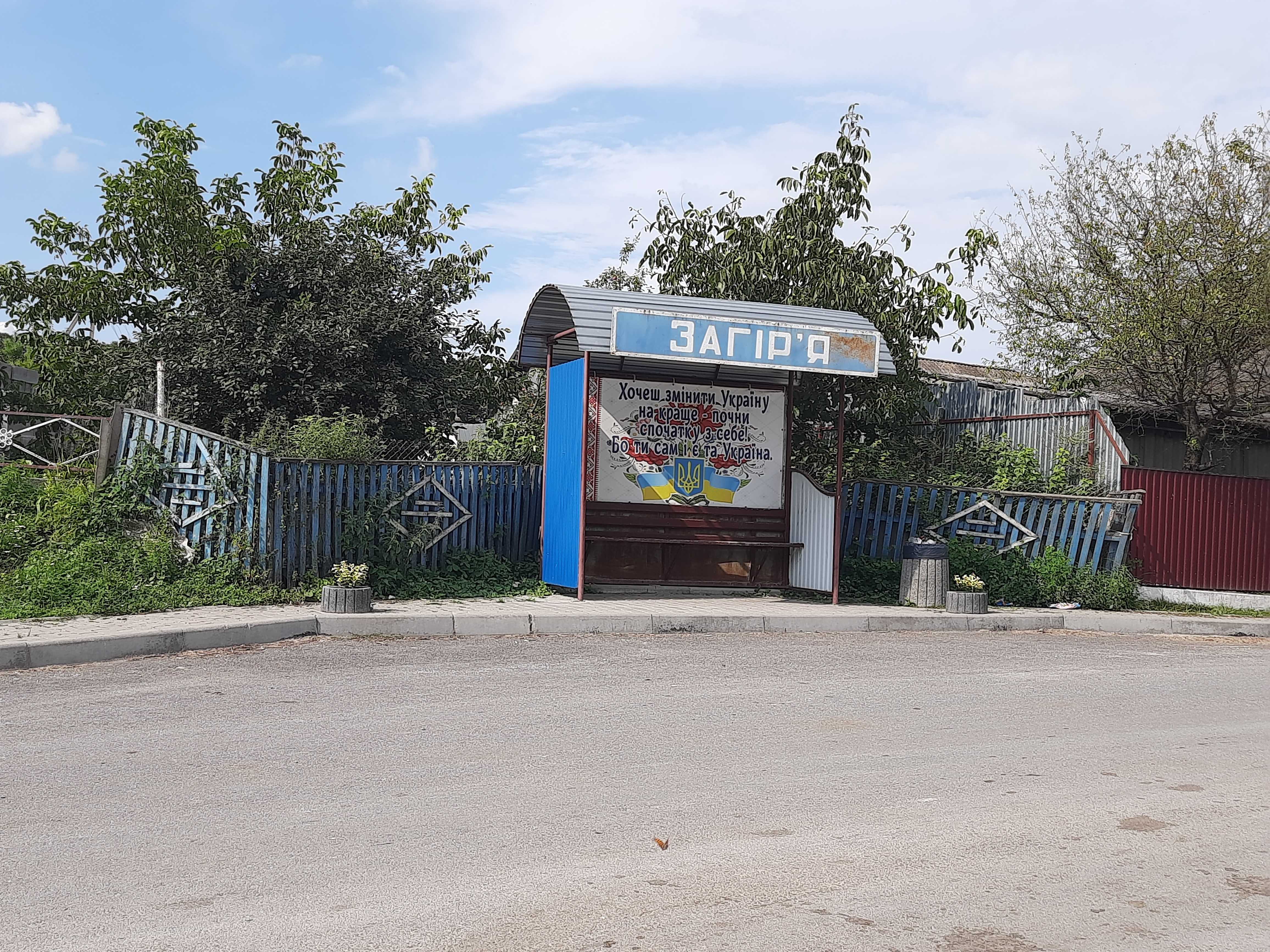
Автобусна зупинка
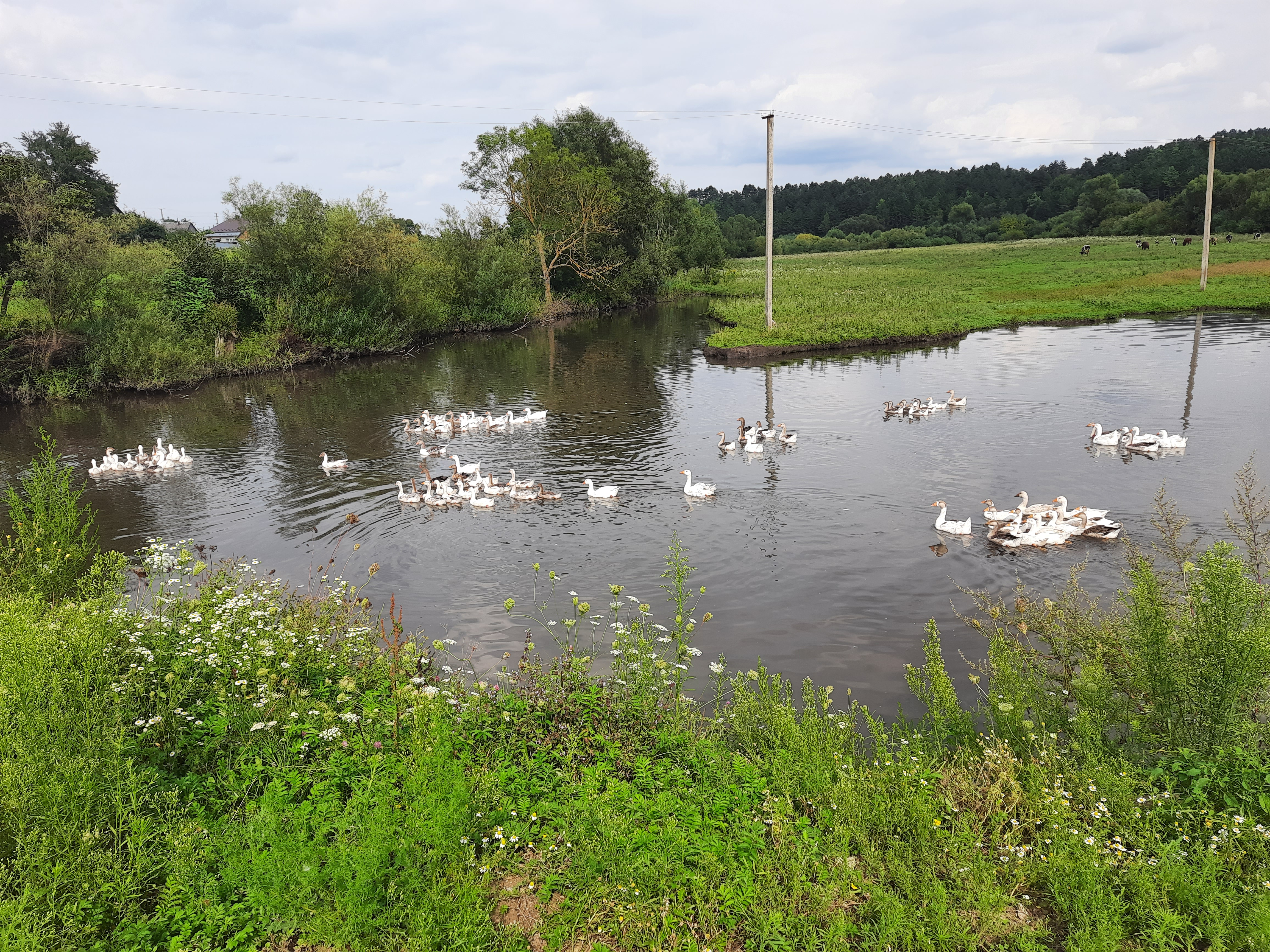
Річка Серет Лівий